# Liceo Experimental Manuel de Salas
El Liceo Experimental Manuel de Salas es un establecimiento educacional ubicado en la comuna de Ñuñoa, Santiago de Chile, que pertenece a la Universidad de Chile. Fue creado por el Ministerio de Educación Pública el 20 de abril de 1932, con el fin de crear una institución destinada a la experimentación pedagógica. Su creación fue impulsada por Amanda Labarca entre otros notables educadores de la época.
En 1942 fue traspasado al Instituto Pedagógico de la Universidad de Chile. En 1981, La reforma educacional provocó el traspaso del liceo a la Universidad Metropolitana de Ciencias de la Educación (UMCE), sucesora del antiguo Instituto Pedagógico. En 2002, frente a una crisis de la UMCE, se traspaso nuevamente a la Universidad de Chile.

## Historia
El 28 de marzo de 1932, el presidente Juan Esteban Montero y la directora general de Educación Secundaria, Amanda Labarca, firmaron el decreto que dio origen al Liceo Experimental Manuel de Salas.
Debido a su naturaleza "experimental", el liceo ha sido parte de varios procesos de experimentación. Su primera directora, hasta 1943, la profesora Amanda Labarca fue una de las principales impulsoras de la investigación pedagógica en Chile.
El Liceo comenzó a operar en una casa-quinta ubicada cerca de la Plaza Ñuñoa el 15 de abril de 1932, dependiendo directamente del Ministerio de Educación, Luego, en 1942, fue traspasado al Instituto Pedagógico de la Universidad de Chile. A fines de esa misma década, sus instalaciones se reubicaron a su ubicación actual, alrededor de la casona del ex director del Banco de Chile Pedro Torres, la cual fue adquirida por el Estado, y cuya casa central es actualmente considerada monumento histórico y es llamado Palacio Torres.
Debido a la crisis que causó el golpe de Estado, y la posterior dictadura militar, ocurrió la reforma educacional del 1981, en la cual el liceo se enfrentó a transformaciones educativas profundas como parte del proceso de neoliberalización del sistema escolar chileno. Estas nuevas medidas incluyeron la descentralización administrativa, el financiamiento por subvención y la apertura al mercado educativo, debilitando el rol del Estado como garante del derecho a la educación.
El liceo fue desvinculado de la Universidad de Chile, con la promulgación del Decreto con Fuerza de Ley N.º 7.
En el 2002, el Congreso estableció el traslado de la dependencia del Liceo Experimental Manuel de Salas a la Universidad de Chile.

### Innovaciones
Algunas innovaciones son:
- La formación de los consejos de curso estudiantiles
- Centros de alumnos y centros de padres y apoderados
- Orientación estudiantil
- Primera aplicación de la Operación de Evacuación y Seguridad Escolar en 1966 y transmisiones experimentales de televisión educativa en circuito cerrado entre 1960-1963.[cita requerida]
- Plan Operativo de integración de la perspectiva de género y la educación sexual integral con la Unidad de Género y Sexualidades (UGESEX) desde el 2017.[13]

También esta el Consejo Asesor, órgano colegiado consultivo integrado por representantes de todos los estamentos de la comunidad: estudiantes, profesores, funcionarios no docentes, padres y apoderados.

## Publicaciones
- Barrios Tirado, Florencia. (1983). El Liceo Experimental Manuel de Salas: un aporte de la Universidad de Chile a la educación nacional. Ediciones Universidad de Chile.[15][16]
- Revista Anales, Universidad de Chile. Núm. 7 (2014): nov., serie 7. “Reforma y educación pública: Reflexión y debate desde la Universidad de Chile”. Quinta parte. Dossier histórico: hitos de la educación pública en Chile. El Liceo Experimental Manuel de Salas: un aporte de la Universidad de Chile a la educación nacional.[17][18]